# Sexto Tédio Valério Cátulo
Sexto Tédio Valério Cátulo (em latim: Sextus Tedius Valerius Catullus) foi um político romano da nomeado cônsul sufecto em 31 com Fausto Cornélio Sula Lúculo. Originalmente um membro da influente gente Valéria, Cátulo era filho do senador Lúcio Valério Cátulo com Tédia Polião, filha do rico senador Sexto Tédio. Provavelmente foi adotado por seu avô e assumiu o nome dele.
Cátulo foi nomeado por causa de sua lealdade ao imperador Tibério e ao prefeito pretoriano Lúcio Élio Sejano. Depois da queda de Sejano, ainda no mesmo ano, Cátulo se afastou da política e foi cuidar de suas propriedades na Itália para não ser envolvido nos eventos posteriores. Foi substituído por Lúcio Fulcínio Trião.